# Amobia pridei
Amobia pridei är en tvåvingeart som först beskrevs av Richards 1936.  Amobia pridei ingår i släktet Amobia och familjen köttflugor.
Artens utbredningsområde är Paraguay. Inga underarter finns listade i Catalogue of Life.